# 日本社会党の新宣言
日本社会党の新宣言（にほんしゃかいとうのしんせんげん）は、1986年から1995年までの日本社会党綱領。正式名称は、「日本社会党の新宣言-愛と知と力による創造」。

## 制定の経過
1970年の第34回大会以後、江田三郎を中心とする社会党右派は、綱領的文書「日本における社会主義への道」（「道」）見直しを求めてきたが、社会主義協会を中心とする左派は強く反発し、執行部（成田知巳委員長・石橋政嗣書記長）も右派の要求を拒絶してきた。1977年9月の第41回大会で成田・石橋執行部が退陣し、社会主義協会を規制する「当面の党改革についての方針」が決定された。その二「党改革の八項目課題について」第三項「『日本における社会主義への道』の再検討について」に「道」見直しの具体的内容が以下のように明記された。1.『道」については、新中期路線と国民統一の基本綱領をふくめて、党の長期路線を情勢の変化に対応させるため、今後それらを創造的に発展させていく。2.再検討にあたっては、（イ）若年労働者の結集、（ロ）要求の多様化に対応、（ハ）共同戦線党的性格の明確化など考慮する。
これ以降、「道」見直しが本格化する。1978年第42回大会では、社会主義理論センターが設置され、1.「道」「新中期路線」「国民統一の綱領」を情勢の変化に対応させ、創造的に発展させるために必要な調査、研究と論点の整理2.「道」「綱領」の調整を図るための論点整理3.中期経済政策の中の「社会主義の構想」（大内力論文）についての論点整理、がセンターの任務として決定された。1.は「80年代の内外情勢の展望と社会党の路線」として3.は「新しい社会の創造-われわれのめざす社会主義の構想」として文章化され、それぞれ1982年2月第46回大会、同年12月第47回大会で決定された。
これらを受けて、1985年6月には草案「日本社会党の新宣言-愛と知と力のパフォーマンス」が公表された。文中には、「新宣言」決定後は「道」「統一社会党綱領」は歴史文書となることが明記された。同年12月「日本社会党の新宣言-愛と知と力による創造」と名称を変え、党50回大会に提出された。しかし、激しい反対のため決定できず、1986年1月続開大会で一部修正し、さらに五項目の付帯決議「新宣言に関する決議」を添えてようやく決定された。満場一致で採択された。

## 内容
はじめに
日本社会党は結党以来世界の平和と友好の発展に貢献し、民主主義と国民生活向上のとりでとなってきた。しかし、日本社会党は、短期の片山内閣をのぞいては、政権を担当できなかった。いま日本社会党はなにより、国民とともに政権を担う党に発展する決意である。結党綱領、統一綱領、社会主義への道は、時代の変化と党自体の前進のなかで歴史的文書となった。
めざす　人間解放のために―社会主義の理念と基本政策
すべての人間は、人間らしい暮らしを営む権利をもっている。この人間解放をめざして一歩一歩改革を進め、社会の質的変革を実現していくことが社会主義である。日本国憲法は、まさにこの理念を具現化したものである。
みつめる　今日の社会-現代日本の社会主義の課題
社会主義運動は、資本主義の害悪に対抗するものとして展開した。民主主義に実体を与える活動をしてきたのは社会主義者たちの運動であった。ロシア革命は、資本主義の害悪に対抗する体制として世界に大きな衝撃を与えた。しかし、いわゆる既存の社会主義の体質は、日本社会党のめざす社会主義とは異質で、その方向はとらない。
かえる　運動と改革の道すじ-社会主義の展開
国民自身が担い展開する政治・経済・社会の全面にわたる運動と改革が社会主義の道すじである。抵抗、参加・介入、政権と人びとの自治による創造は社会主義運動の基本である。
政治の面では、自由と民主主義を全面的に実現し、経済や社会の分野で国民の意思を統合し、改革を前進させる体制をきずく。経済の面では、社会化・計画化と市場経済の有効性を生かしつつ、経済全体が国民生活に適切に貢献するよう規制と誘導をおこなう。経済と産業の民主主義を重視する。民間企業と各種の政府部門の経済活動に、従業員と消費者を含む当事者の意思決定および運営への参加を制度化し、発展させる。社会の面では、国民的諸階層・諸集団の多様な社会運動によるみずからの暮らしの場での日常的改革の前進をはかる。
つくる　主体と連合-だれが社会主義をすすめるか
かつて貧困などは、労働者に集中的にあらわれた。その時代の社会主義は、階級的性格をおびたのはとうぜんであった。今日の社会主義運動にとっては、国民的・市民的課題の解決こそが要請される。日本社会党は、勤労国民すべてを代表し、あらゆる人びとに開かれた国民の党である。現代の問題を解決するには国民自身の連合だけでは不十分である。この支えとなるのが日本社会党の担う連合政権である。今日では、政治意識と価値観の多様化のなかで、連合政権はふつうのことである。
日本社会党　そのイメージは、すんだブルーと深紅のバラ。ブルーは、未来と明るさと清潔さ。深紅のバラは、愛と知と力。この宣言に、人類の未来と日本国民の幸せがこめられている。

## 影響
「日本社会党の新宣言」は、「道」に代表される平和革命を通した社会主義建設を否定し、社会主義の目標を「一歩一歩改革を進め、社会の質的変革を実現していくこと」とした。社会党の性格も、「国民の党」とし「階級的大衆政党」から決別した。その意味では、「新宣言」は日本社会党の歴史を画する綱領である。「新宣言」によって、日本社会党は日本型社会民主主義と別れを告げ、西欧社会民主主義の綱領を持つ政党となった。
しかし、「新宣言」策定を推進した党執行部や党内右派は「新宣言」に基づく新しい運動形態を作り出せず、社会党の実際の運動形態はそれ以前のものが強く残った。「新宣言」決定直後の1986年ダブル選挙で社会党が敗北し決定推進者の石橋委員長（成田委員長時代の書記長）らが党執行部から去ったことも、この傾向に拍車をかけた。「愛と知と力による創造」という副題も、迎合的な印象を与えるものであった。
宣言の作成に尽力したマルクス経済学者の大内秀明は、これで正式にマルクスレーニン主義と決別したことになり、宣言がソ連東欧の激変前に採択されていてよかった、日本社会主義の面目がたったという。大内は、ソ連東欧の改革とは、革命方式にかわって、社会民主主義方式が社会主義建設の方式となることを明確にするもので、ソ連型社会主義の失敗は、社会民主主義の現実性を証明したという。
「新宣言」は、1995年決定の新党運動をめざす「95年宣言--新しい基本価値と政策目標」により歴史文書となり、役割を終えた。